# Manzanedo de Valdueza
Manzanedo de Valdueza es una localidad del municipio de Ponferrada, situado en El Bierzo, en la provincia de León (España). Se encuentra antes de llegar al pueblo San Cristóbal de Valdueza, en el valle del Oza.

## Situación
Se accede desde Ponferrada a través de la carretera que va por San Lorenzo y Salas de los Barrios en dirección al Morredero.

## Población
En el INE de 2011 tiene 9 habitantes, 4 hombres y 5 mujeres.
- Datos: Q5995000